# Adolphe Dubois
Adolphe Dubois (1827 - Gent, 25 september 1900) was een Belgisch advocaat en politicus.

## Levensloop
Dubois studeerde als zoon van een Brussels advocaat af aan de Gentse universiteit. Na een carrière als advocaat werd hij in 1858 substituut van de procureur des Konings. Vanaf 1856 zetelde hij ook als liberaal in de Gentse gemeenteraad.
Als fervent antiklerikaal schreef hij in 1859 een valse brief in naam van aartsbisschop Engelbertus Sterckx, waarin hij de clerus opriep niet aan de verkiezingen deel te nemen. Dit leidde tot zijn ontslag als magistraat. Tot aan zijn dood in 1900 bleef hij wel in de Gentse gemeenteraad zetelen.
Dubois profileerde zich ook als schrijver, vooral in zijn laatste levensjaren. Na zijn dood publiceerde Oswald de Kerchove de Denterghem een verzamelbundel van zijn teksten onder de titel Essais et notices.